# 司徒關佩英
司徒關佩英（約1926年—1975年3月）是香港的業餘粵曲演唱家，前香港警隊助理警務處長司徒志仁的亡妻。司徒關佩英的死在1970年代的香港曾引起輿論轟動，一來其丈夫地位顯赫，二來她與多位名伶黃夏蕙、鄧碧雲及鳳凰女等人情同姊妹。
為分辨當時在廉政公署公共關係科工作的另一位關佩英，香港媒體習慣在稱呼二人時在她們的名字前冠上其夫姓。